# Мария-Элена (Чили)
Мария-Элена  (исп. María Elena) — город в Чили. Административный центр одноименной коммуны. Население города — 7412 человек (2002). Город и коммуна входит в состав провинции Токопилья и области Антофагаста.
Территория — 12 197 км². Численность населения — 6 457 жителя (2017). Плотность населения — 0,53 чел./км².

## Расположение
Город расположен в 164 км на северо-восток от административного центра области — города Антофагаста.
Коммуна граничит:
- на севере — коммуна Посо-Альмонте
- на востоке — коммуна Калама
- на юге — коммуна Сьерра-Горда
- на западе — коммуны Токопилья, Мехильонес

## Демография
Согласно сведениям, собранным в ходе переписи 2017 г  Национальным институтом статистики (INE),  население коммуны составляет:
| Полное население                          | Полное население                          | Полное население                          | Полное население                          | Полное население                          | 6 457 |
| ----------------------------------------- | ----------------------------------------- | ----------------------------------------- | ----------------------------------------- | ----------------------------------------- | ----- |
| в том числе:                              | Городское население                       | 4 925                                     | Процент городского населения, %           | 76,27                                     |       |
|                                           | Сельское население                        | 1 532                                     | Процент сельского населения, %            | 23,73                                     |       |
|                                           | Мужское население                         | 4 092                                     | Процент мужского населения, %             | 63,37                                     |       |
|                                           | Женское население                         | 2 365                                     | Процент женского населения, %             | 36,63                                     |       |
| Плотность населения, чел/км²              | Плотность населения, чел/км²              | Плотность населения, чел/км²              | Плотность населения, чел/км²              | Плотность населения, чел/км²              | 0,53  |
| Население коммуны в % к населению области | Население коммуны в % к населению области | Население коммуны в % к населению области | Население коммуны в % к населению области | Население коммуны в % к населению области | 1,06  |

| Динамика изменения населения коммуны | Динамика изменения населения коммуны | Динамика изменения населения коммуны | Динамика изменения населения коммуны |
| ------------------------------------ | ------------------------------------ | ------------------------------------ | ------------------------------------ |
| 1992                                 | 2002                                 | 2012                                 | 2017                                 |
| 13660                                | 7530▼                                | 4593▼                                | 6457▲                                |

## Важнейшие населенные пункты[4]
| № | Населённый пункт | Населённый пункт (исп.) | Категория | Население чел. (2002) | На карте                        |
| - | ---------------- | ----------------------- | --------- | --------------------- | ------------------------------- |
| 1 | Мария-Элена      | María Elena             | город     | 7412                  | 22°20′39″ ю. ш. 69°39′49″ з. д. |
| 2 | Кильягуа         | Quillagua               | поселок   | 102                   | 21°39′31″ ю. ш. 69°32′05″ з. д. |